# Aspen (cratera)
Aspen é uma cratera marciana. Tem como característica 20.3 quilômetros de diâmetro. Deve o seu nome a Aspen, uma vila no estado americano do Colorado, nos Estados Unidos.